# Heinrich Heitmüller (Politiker)
Heinrich Heitmüller (* 6. Oktober 1862 in Holtorf; † 7. November 1932 ebenda) war ein deutscher Hofbesitzer und Politiker (DNVP).
Heitmüller besuchte die Höhere Bürgerschule Nienburg und war dann zwei Jahre als Eleve und Verwalter auf dem Rittergut Hoppensen bei Einbeck. Seinen Militärdienst leistete er als Einjährig-Freiwilliger. Danach lebte er als Hofbesitzer in Holtorf.
Er war seit 1917 Mitglied des Kreisausschusse Nienburg. Um 1907 wurde er Vorsitzender des Vorstandes dem Amtssparkasse des früheren Amtes Nienburg und beeidigter Kreisschätzer. Seit 1916 war er Mitglied des Bezirksausschusses Hannover. Vom 1. September 1919 (als Nachrücker für Altwig von Arenstorff-Oyle) bis 1929 war er Mitglied im Provinziallandtag der Provinz Hannover. Von Januar 1930 bis zum 21. Juli 1931 war er stellvertretendes Mitglied im Preußischen Staatsrat. Vom 21. Juli 1931 bis zu seinem Tode am 7. November 1932 war er reguläres Mitglied im Staatsrat. Er gehörte der Fraktion „Arbeitsgemeinschaft“ an. Nachrücker im Staatsrat war jeweils Johann Rabe.